# Torta di patate (Piacentino)
La torta di patate è un piatto tipico della cucina piacentina, originario della zona appenninica. Si tratta di una torta salata con un involucro di pasta e il ripieno di patate lesse insaporite con altri ingredienti.
Ha ottenuto il riconoscimento di Denominazione comunale d'origine a Farini.

## Storia
La torta di patate è un tipico piatto di riciclo, nato dall’esigenza di utilizzare le patate che, essendosi rovinate durante la raccolta, non possono essere conservate per l’inverno. Tradizionalmente veniva usata una varietà di patata di montagna, la Quarantina, chiamata così per il breve ciclo della sua crescita.
La terza settimana di settembre, nel giorno dedicato a San Savino, subito dopo la raccolta, le patate danneggiate durante la cavatura venivano bollite e quindi ridotte in purea con lo schiacciapatate.

## Ingredienti del ripieno
Patate, porro, cipolla, formaggio grattugiato, olio extravergine di oliva, burro, sale, lardo. 

## Ingredienti della pasta
Farina bianca, burro, sale e acqua.

## Preparazione
Soffriggere il lardo, il porro, la cipolla con l’olio extravergine di oliva. Unire le patate preventivamente sbollentate e schiacciate. Completare con il formaggio grattugiato e il burro crudo.
Con farina, burro, sale e acqua preparare una pasta morbida, stenderla a disco. Farcire con il ripieno steso a circa 2 centimetri di altezza. Richiudere piegando parzialmente il bordo della pasta verso il centro e pizzicandolo 
tra pollice e indice per formare delle piccole crestine decorative. Si spennella tutta la superficie, pasta e ripieno con il tuorlo d'uovo sbattuto.
Si cuoce al forno per mezz'ora circa e si serve possibilmente tiepida.

## Festa della Torta di patate
Ogni anno a Farini si tiene la Festa della torta di patate, preparazione in vendita tutto l'anno e servita nei ristoranti della zona.